# هضبة كابيتولين

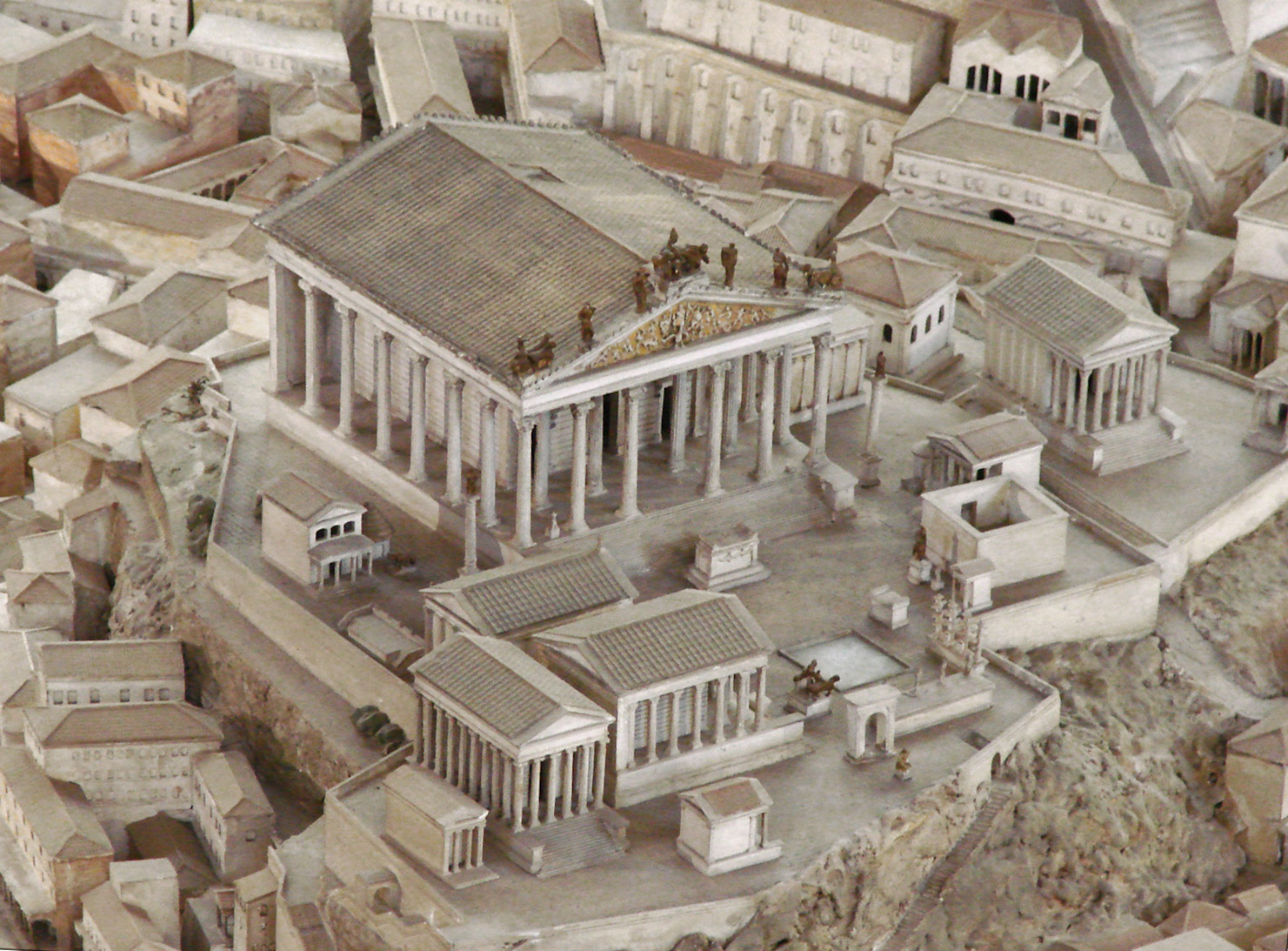
نموذج لهضبة كابيتولين في العصور القديمة في متحف الحضارة الرومانية.

هضبة كابيتولين (بالإيطالية: Campidoglio) (باللاتينية: Mons Capitolinus)، بين المنتدى وحرم مارتيوس، هي واحدة من التلال السبعة في روما.واحدة من أشهر وأعلى هضبات روما السبع يوجد فيها معبد كابيتوليوم الذي عبدت فيه آلهة ثالوث كابيتولين. كان التل يُعرف سابقًا باسم مونس ساتورنيوس، وهو مكرس للإله زحل.  كلمة كابيتوليوم تعني أولاً معبد جوبيتر أوبتيموس ماكسيموس الذي تم بناؤه لاحقًا هنا، وبعد ذلك تم استخدامه للتل بأكمله (وحتى معابد كوكب المشتري الأخرى على التلال الأخرى)، وبالتالي مونس كابيتولينوس (صفة اسم كابيتوليوم). في أسطورة اشتقاقية، تربط المصادر القديمة الاسم بـ caput («الرأس»، «القمة») وكانت الحكاية أنه عند وضع أسس المعبد، تم العثور على رأس رجل،  حتى أن بعض المصادر تقول كان رأس بعض تولوس أو أولوس. اعتبر الرومان مبنى الكابيتوليوم على أنه غير قابل للتدمير، وتم اعتماده كرمز للخلود.
وبحلول القرن 16، كان Capitolinus تصبح Capitolino في الإيطالية، والكابيتوليوم كامبيدوجلي. يحتوي كابيتول هيل على عدد قليل من الأطلال القديمة الموجودة على مستوى الأرض، حيث تم تغطيتها بالكامل تقريبًا بواسطة قصر القرون الوسطى وعصر النهضة (الذي يضم الآن متاحف كابيتولين) الذي يحيط بساحة، وهي خطة حضرية مهمة صممها مايكل أنجلو.
لا تزال كلمة Capitolium موجودة في الكلمة الإنجليزية كابيتول، ويفترض على نطاق واسع تسمية كابيتول هيل في واشنطن العاصمة على اسم كابيتول هيل.

## التاريخ القديم
عند هذا التل، الزحف سابين إلى القلعة، سمحت العذراء الرومانية تاربيا بالدخول. لهذا الغدر، كان تاربيا أول من عوقب من خلال منحدر شديد الانحدار يطل على المنتدى الروماني. سمي هذا الجرف فيما بعد باسم صخرة Tarpeian على اسم العذراء فيستال، وأصبح موقعًا متكررًا للإعدام. استقر آل سابين، الذين هاجروا إلى روما بعد اغتصاب نساء سابين، في كابيتولين. احتلت منطقة فولكانال (ضريح فولكان)، وهي منطقة مقدسة من القرن الثامن قبل الميلاد، الكثير من المنحدرات السفلية الشرقية للكابيتولين، على رأس ما أصبح فيما بعد المنتدى الروماني. وكانت قمة في موقع معبد ل ثالوث كابيتولين، التي كتبها ملك روما الخامس، تارقوينيوس بريسكوس (ص. 616-579 قبل الميلاد)، وتنتهي في السابع والملك الأخير، تاركوينيوس سوبربوس (535-496 قبل الميلاد). كان يعتبر من أكبر وأجمل المعابد في المدينة (على الرغم من أنه لم يبق سوى القليل الآن). تبدأ أسطورة المدينة باستعادة جمجمة بشرية (كلمة الرأس في اللاتينية هي caput) عندما تم حفر خنادق الأساس لمعبد جوبيتر بأمر من تاركوين. كشفت الحفريات الأخيرة في الكابيتولين عن مقبرة مبكرة تحت معبد جوبيتر.
هناك العديد من المعابد الهامة المبنية على تل كابيتولين: معبد جونو مونيتا ومعبد فيرتوس ومعبد جوبيتر أوبتيموس ماكسيموس كابيتولينوس. يعتبر معبد جوبيتر أوبتيموس ماكسيموس كابيتولينوس أهم المعابد. تم بناؤه في عام 509 قبل الميلاد وكان بحجم البارثينون تقريبًا. أصبح تل ومعبد جوبيتر رمزا لروما، عاصمة العالم. تم بناء معبد ساتورن عند سفح تل كابيتولين في الطرف الغربي من منتدى رومانوم.

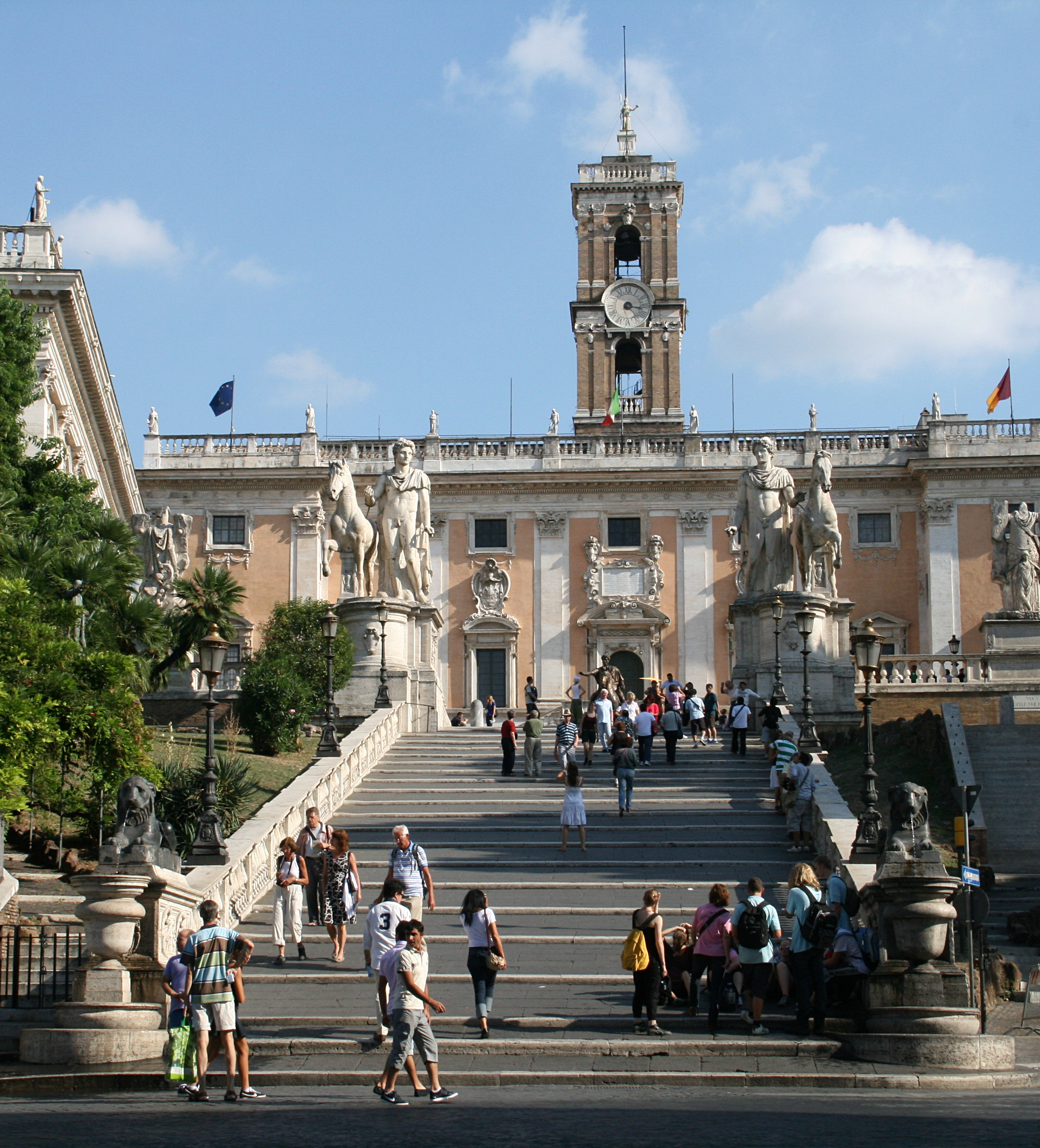
كوردوناتا كابيتولين هيل (وسط الصورة) المؤدية من فيا ديل تياترو دي مارسيلو إلى بيازا ديل كامبيدوجليو.

عندما أغار السينونس الغال (استقروا في وسط شرق إيطاليا) على روما في عام 390 قبل الميلاد، بعد معركة نهر ألييا، كان كابيتولين هيل هو الجزء الوحيد من المدينة الذي تهرب من الاستيلاء عليه من قبل البرابرة، بسبب تحصينه من قبل الرومان. المدافعين. وفقًا للأسطورة ماركوس مانليوس، تم تنبيه الكابيتولينوس إلى هجوم الغاليك من قبل الإوز المقدس جونو. عندما تعرض يوليوس قيصر لحادث خلال انتصاره، مما يشير بوضوح إلى غضب المشتري لأفعاله في الحروب الأهلية، اقترب من التل ومعبد جوبيتر على ركبتيه كطريقة لتفادي الفأل غير المحظوظ (ومع ذلك فقد قُتل بعد ستة أشهر، وحبس بروتوس والقتلة الآخرون أنفسهم داخل المعبد بعد ذلك). كما حاصر شقيق فيسباسيان وابن أخيه في المعبد خلال عام الأباطرة الأربعة (69).
يحتل تابولاريوم، الواقع تحت الأرض أسفل الساحة وقمة التل، مبنى يحمل نفس الاسم تم بناؤه في القرن الأول قبل الميلاد للاحتفاظ بسجلات الدولة الرومانية. يطل تابيولاريوم من الخلف على المنتدى الروماني.عامل الجذب الرئيسي في تابولاريوم، إلى جانب الهيكل نفسه، هو معبد فيوفس. خلال الفترة الطويلة لروما القديمة، كان كابيتولين هيل المركز الجغرافي والاحتفالي. ومع ذلك، بحلول عصر النهضة، كان المركز السابق عبارة عن مجموعة غير مرتبة من المباني المتداعية وموقعًا لإعدام المجرمين.

## تاريخ القرون الوسطى
كنيسة سانتا ماريا في أراكويلي مجاورة للساحة، وتقع بالقرب من المكان القديم ARX، أو القلعة، على قمة التل وقفت مرة واحدة. في قاعدته بقايا إنسولا روماني، يمكن رؤية أكثر من أربعة طوابق من الشارع.
في العصور الوسطى، كانت تحجب وظيفة مقدسة التل من خلال دور آخر لها كمركز للحكومة المدنية في روما، أحيت باعتباره البلدية في القرن 12th. كانت حكومة المدينة الآن تحت السيطرة البابوية بقوة، لكن الكابيتولين كان مسرحًا لحركات المقاومة الحضرية، مثل المشاهد الدرامية لجمهورية كولا دي رينزو التي أعيد إحياؤها. في عام 1144، أدى تمرد المواطنين ضد سلطة البابا والنبلاء إلى اتخاذ أحد أعضاء مجلس الشيوخ مقره الرسمي في كابيتولين هيل. أدار قصر السناتور الجديد ظهره للمنتدى القديم، وبدأ التغيير في الاتجاه على التل الذي أكده مايكل أنجلو لاحقًا. تم وضع ساحة صغيرة أمام قصر السيناتور، مخصصة للأغراض العامة. في منتصف القرن الرابع عشر، تم بناء محكمة عدل النقابات على الطرف الجنوبي من الساحة. سيضم هذا لاحقًا المحافظون في القرن الخامس عشر. نتيجة لذلك، كانت الساحة محاطة بالفعل بالمباني بحلول القرن السادس عشر.

## مايكل أنجلو

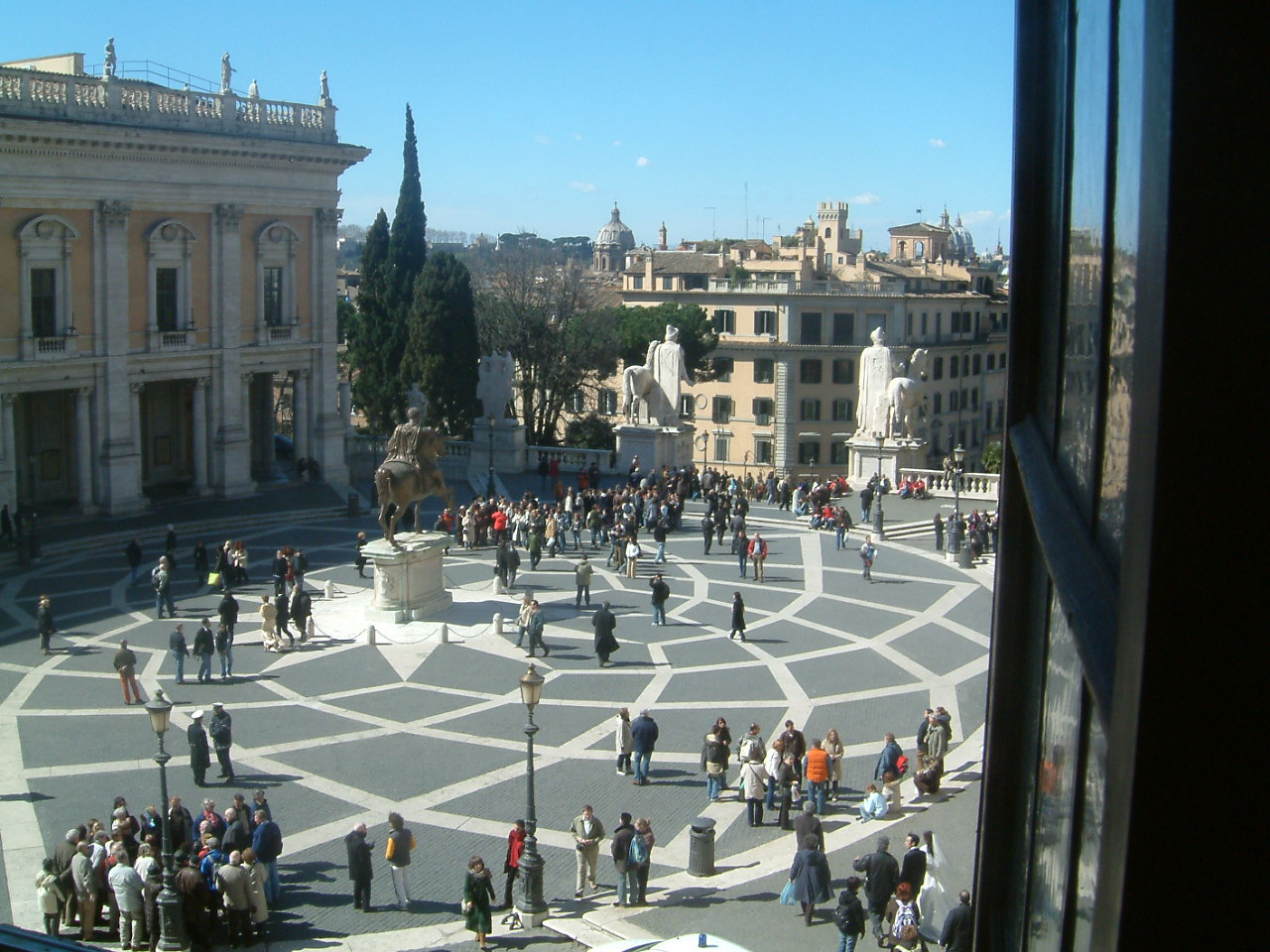
منظر من ساحة Piazza del Campidoglio

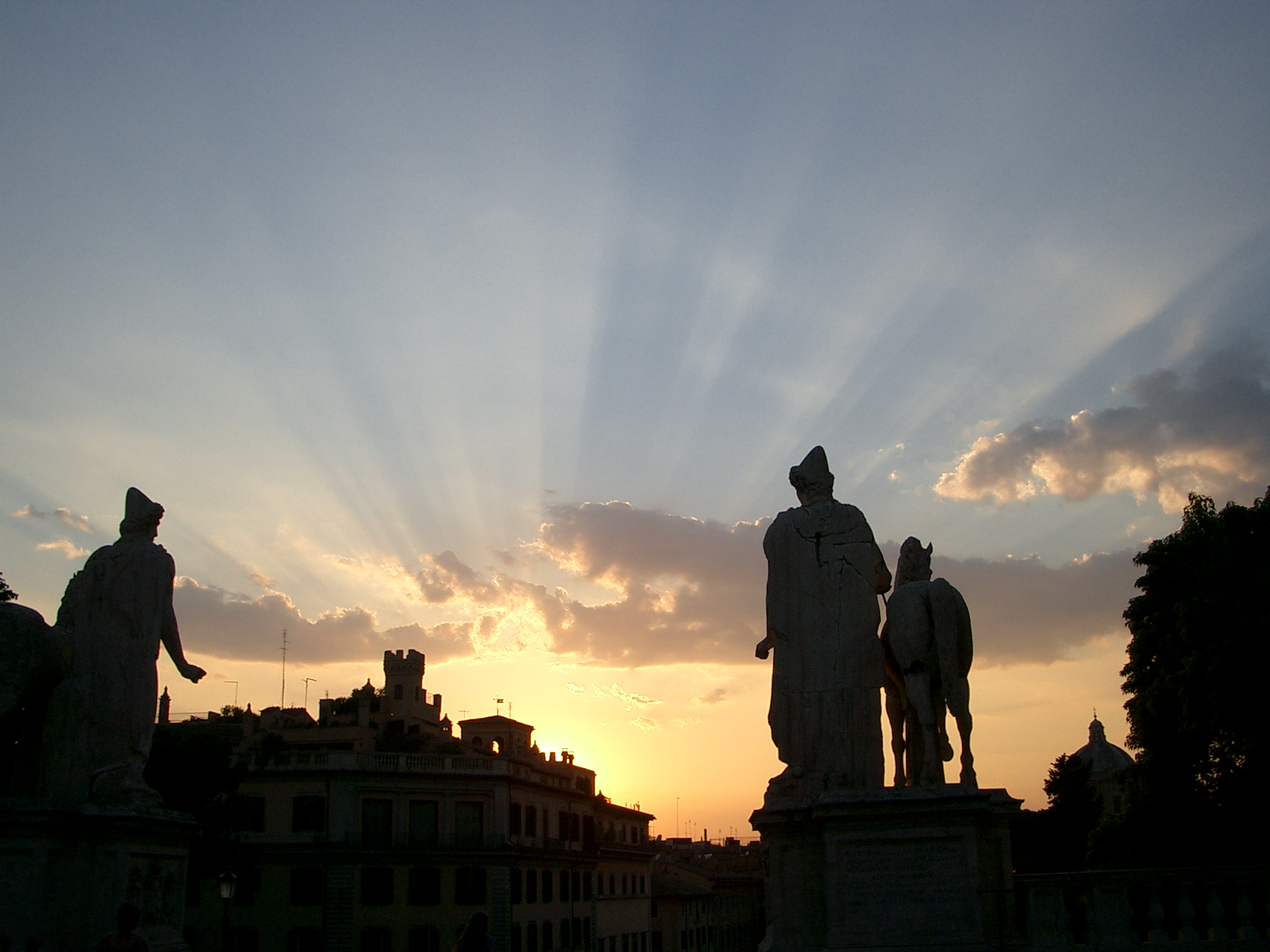

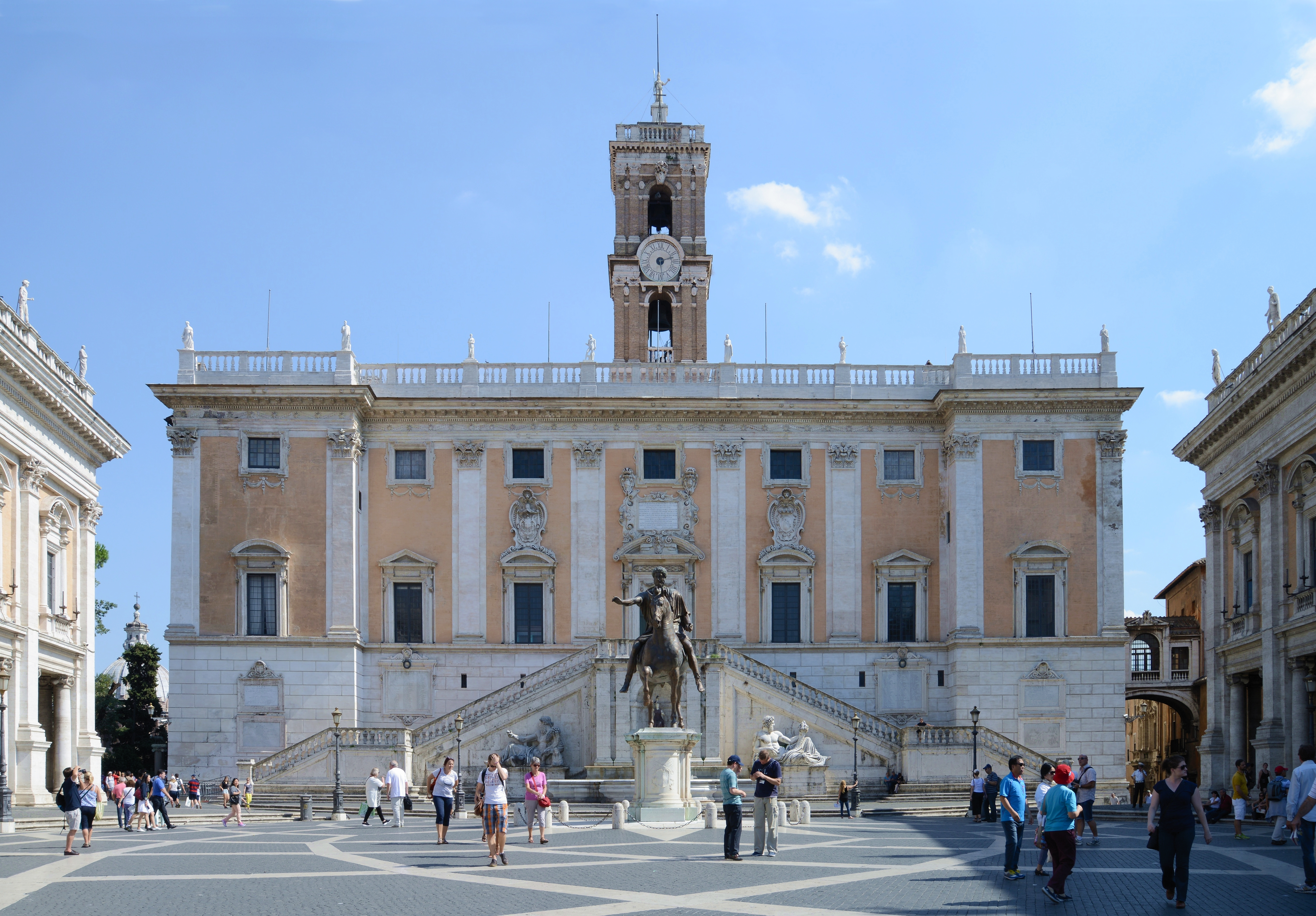
قصر المحافظين، على قمة تل كابيتولين، بواجهة بالازو سيناتوريو

تم إنشاء التصميم الحالي لساحة كامبيدوجليو والقصر المحيط به من قبل فنان عصر النهضة والمهندس المعماري مايكل أنجلو بوناروتي في 1536-1546. في ذروة شهرته، كلفه البابا فارنيزي بول الثالث، الذي أراد رمزًا لروما الجديدة لإبهار تشارلز الخامس، الذي كان متوقعًا في عام 1538. وقد أتاح له ذلك الفرصة لبناء ساحة مدنية ضخمة لمدينة رئيسية بالإضافة إلى إعادة تأسيس عظمة روما.
يعود تاريخ تصميمات مايكل أنجلو الأولى للساحة وإعادة تصميم القصر المحيط إلى عام 1536. كانت خطته واسعة النطاق بشكل هائل. شدد على عكس الاتجاه الكلاسيكي لمبنى الكابيتولين، في لفتة رمزية تحول المركز المدني في روما إلى مواجهة بعيدًا عن المنتدى الروماني وبدلاً من ذلك في اتجاه روما البابوية والكنيسة المسيحية في شكل كنيسة القديس بطرس. يمكن أيضًا اعتبار هذا الدوران نصف الدائري الكامل على أنه رغبة مايكل أنجلو في معالجة القسم الجديد والمتطور من المدينة بدلاً من أطلال الماضي القديمة. كان من المقرر أن يقف تمثال للفروسية لماركوس أوريليوس في منتصف الساحة الواقعة في حقل بيضاوي مرصوف. كان مطلوبًا من مايكل أنجلو أن يوفر مكانًا للتمثال وأن ينظم النظام إلى قمة تل غير منتظمة مثقلة بالفعل بمبنيين متداعين من العصور الوسطى يقعان بزاوية حادة مع بعضهما البعض. كان من المقرر استعادة قصر السيناتور بدرج خارجي مزدوج، وانتقل قصر جديد إلى المحور المركزي للقصر. كان من المقرر أيضًا ترميم قصر المحافظون، وتم بناء مبنى جديد، يسمى قصر جديد، بنفس الزاوية على الجانب الشمالي من الساحة لتعويض المحافظون، مما أدى إلى إنشاء ساحة شبه منحرف. كان من المقرر بناء جدار ودرابزين في مقدمة الساحة، مما يعطيها ترسيمًا ثابتًا على الجانب المواجه للمدينة. أخيرًا، كان من المفترض أن تؤدي مجموعة من الخطوات إلى الساحة المغلقة من أسفل، مما يزيد من إبراز المحور المركزي.
يعد التسلسل، ساحة كوردوناتا والقصر المركزي أول مقدمة حضرية لـ «عبادة المحور» التي كانت تشغل مخططات الحدائق الإيطالية وتؤتي ثمارها في فرنسا.
كان تنفيذ التصميم بطيئًا: تم الانتهاء من القليل بالفعل في حياة مايكل أنجلو (لم يكن كوردوناتا كابيتولينا في مكانه عندما وصل الإمبراطور تشارلز، وكان على الحزب الإمبراطوري أن يتدافع صعودًا من المنحدر من المنتدى لعرض الأعمال الجارية)، لكن العمل استمر تم الانتهاء من تصميم مبنى الكابيتول بأمانة في القرن السابع عشر، باستثناء تصميم الرصف، الذي كان من المقرر الانتهاء منه بعد ثلاثة قرون.

### ساحة

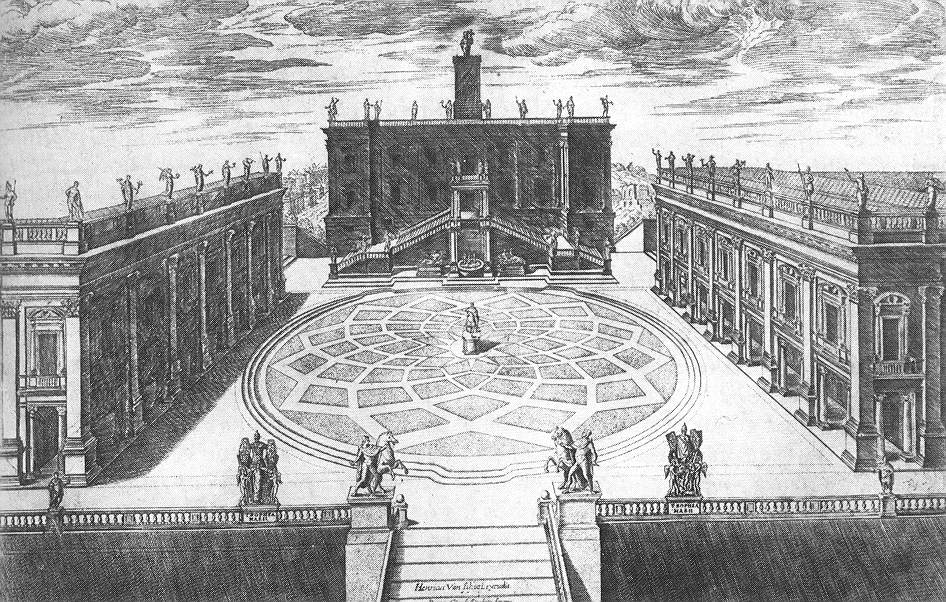
منهجية مايكل أنجلو لـ كابيتولين، نقشها إتيان دوبيراك، 1569

تُظهر النظرة العميقة للنقش الذي قام به إتيان دوبيراك حل مايكل أنجلو لمشاكل الفضاء في ساحة كامبيدوجليو. حتى مع واجهاتهم الجديدة التي تركز على القصر الجديد في الخلف، كانت المساحة شبه منحرفة، ولم تواجه الواجهات بعضها البعض بشكل مباشر. والأسوأ من ذلك، أن الموقع بأكمله مائل (إلى اليسار في النقش). كان حل مايكل أنجلو جذريًا.
يضم القصر الثلاثة المعاد تشكيله مساحة شبه منحرفة متناغمة، يقترب منها درج منحدر يسمى كوردوناتا. كان المقصود من المنحدر المتدرج من كوردوناتا، مثل السلم الكهربائي البطيء، رفع زواره نحو السماء وإيداعهم على عتبة السلطة البلدية. كان الشكل البيضاوي الممزوج بالنمط الماسي بداخله بمثابة تلاعب بهندسات عصر النهضة السابقة للدائرة والمربع. تصميم الحجر الجيري الموجود في الرصف مستوي تمامًا: حول محيطه، تظهر درجات منخفضة وتموت في الرصف كما يتطلب المنحدر. ينبثق وسطها قليلاً، بحيث يشعر المرء أنه يقف على الجزء المكشوف من بيضة عملاقة مدفونًا في وسط المدينة في وسط العالم، كما أشار مؤرخ مايكل أنجلو تشارلز دي تولني. تشير النجمة المتشابكة ذات الإثني عشر نقطة إلى الأبراج التي تدور حول هذا الفضاء المسمى Caput mundi، وتعني «رأس العالم» باللاتينية. لم ينفذ الباباوات تصميم الرصف هذا مطلقًا، الذين ربما اكتشفوا نصًا فرعيًا لاستيراد أقل من المسيحي، لكن بينيتو موسوليني أمر بإكمال الرصف وفقًا لتصميم مايكل أنجلو في عام 1940.
نظر مايكل أنجلو إلى المركز لإيجاد حل لاضطراب الكابيتولين. قدم التمثال المركز والبؤرة. حددت المباني الفضاء، وهذا الفضاء، مثل المباني، هو الإنجاز الرائع لمجمع كابيتولين. إنها غرفة كبيرة في الهواء الطلق، ساحة مغلقة ومحمية ولكنها مفتوحة على السماء ويمكن الوصول إليها من خلال خمس فتحات متناظرة. تحكم المحورية والتناظر جميع أجزاء كابيتولين. إن جانب الساحة الذي يجعل هذا أكثر وضوحًا هو التمثال المركزي، حيث يوجه نمط الرصف أعين الزوار إلى قاعدته. كما أعطى مايكل أنجلو Palazzo del Senatore الذي يعود إلى القرون الوسطى مكانًا مركزيًا، وواجهة تم تجديدها، ودرج خارجي كبير مقسم. قام بتصميم واجهة جديدة لـ قصر المحافظين ذي الأعمدة وتوقع هيكلًا متطابقًا، قصر جديد، للجانب الآخر من الساحة. على الجانب الضيق من مخطط شبه المنحرف، قام بتمديد المحور المركزي بدرج رائع لربط قمة التل بالمدينة أدناه.

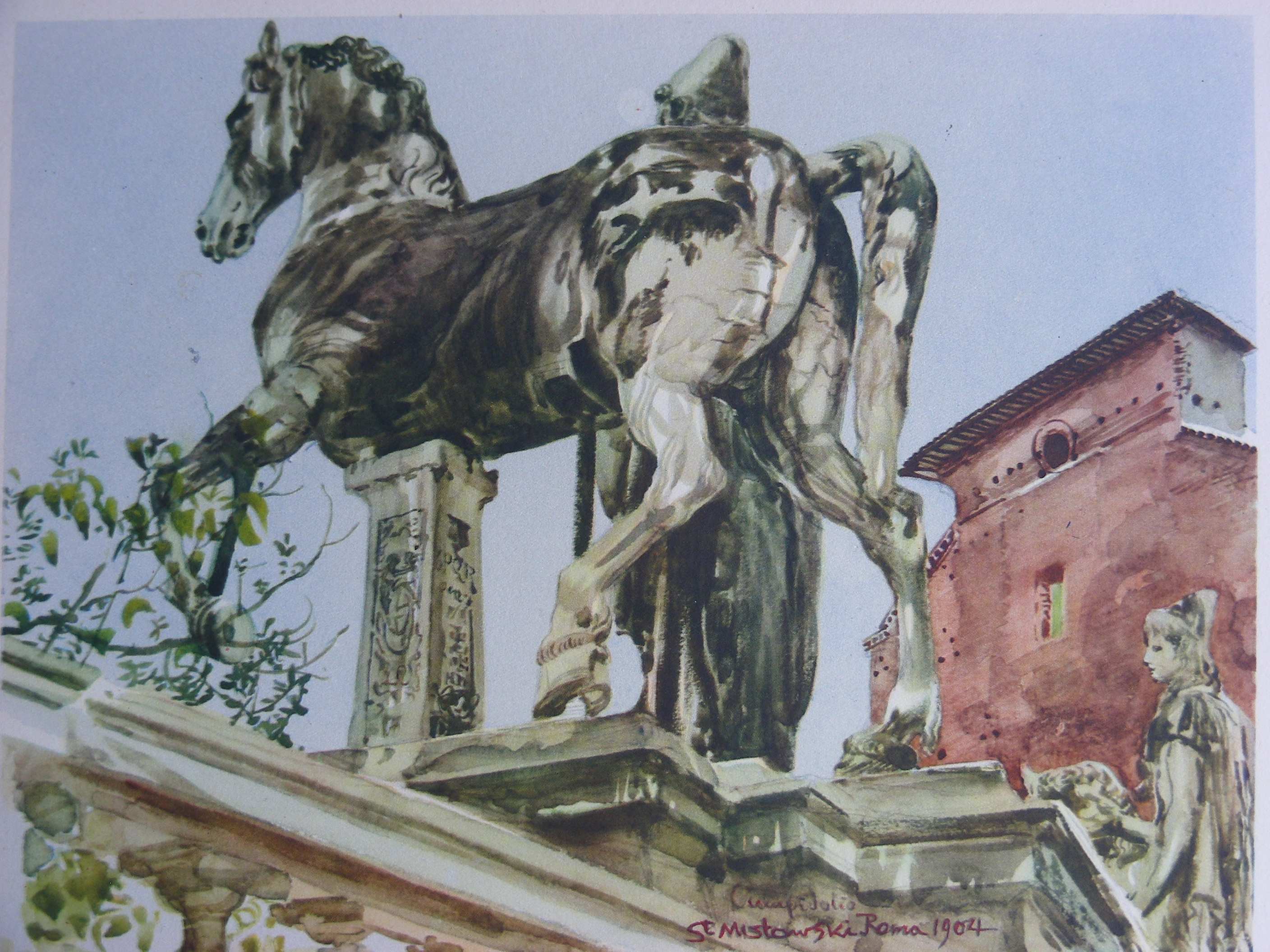
تمثال الحصان في مدخل كابيتولين هيل ، لوحة مائية لستانيسواف ماسوفسكي ، 1904

### ماركوس أوريليوس
في المنتصف، وعلى عكس ما يرضي مايكل أنجلو، وقف تمثال الفروسية الأصلي للإمبراطور ماركوس أوريليوس. قدم مايكل أنجلو قاعدة متواضعة لها. تم أخذ التمثال في الاعتبار لأنه كان يُعتقد أنه يصور الإمبراطور قسطنطين، أول إمبراطور مسيحي. البرونز الموجود الآن هو نسخة حديثة؛ الأصل في هضبة كابيتولين القريب.

### بالزي
متاحف كابيتولين هو متحف واحد يحتوي على مجموعة من المتاحف الفنية والأثرية في بيازا ديل كامبيدوليو، على قمة هضبة كابيتولين في روما، إيطاليا. المقعدان التاريخيان للمتاحف هما Palazzo dei Conservatori وPalazzo Nuovo، ويواجهان الساحة المركزية شبه المنحرفة في خطة صممها ميكيلانجيلو في عام 1536 وتم تنفيذها على مدار أكثر من 400 عام. يمكن تتبع تاريخ المتحف عام 1471، عندما تبرع البابا سيكستوس الرابع بمجموعة من البرونزات القديمة المهمة لشعب روما ووضعها على تل الكابيتولين. منذ ذلك الحين، نمت مجموعة المتاحف لتشمل العديد من التماثيل الرومانية القديمة والنقوش وغيرها من القطع الأثرية؛ مجموعة من فنون العصور الوسطى وعصر النهضة؛ ومجموعات من المجوهرات والعملات المعدنية وغيرها من العناصر. المتاحف تملكها وتديرها بلدية روما.
قدم جبهات جديدة للمبنيين الرسميين للحكومة المدنية في روما، هضبة كابيتولين، وسيناتوري، وأخيراً نييفو. صمم مايكل أنجلو واجهة جديدة ل
قصر المحافظين المتهدم وصمم قصر جديد ليكون مكملاً للمرآة، وبالتالي يوفر التوازن والتماسك للمجموعة الخشنة من الهياكل القائمة. تم تنفيذ بناء هذين المبنيين بعد وفاته تحت إشراف توماسو كافالييري. الشكل المقوس الوحيد في تصميم كابيتولين بأكمله هو الأقواس المقطعية على النوافذ، والتي تعطي زنبركًا خفيفًا للتوازن الرأسي الأفقي الزاوي تمامًا للتصميم. البلازي الثلاثة هي الآن موطن لمتاحف كابيتولين.

### قصر كافاريلي كليمنتينو
يقع قصر كافاريلي كليمنتينو بجوار قصر المحافظين ويعمل الآن كمرفق لـ قصر المحافظين؛ هنا، تقام معارض قصيرة المدى. تم بناء القصر بين عامي 1576 و1583 من قبل جريجوري كانونيكو من أجل جيان بيترو كافاريلي الثاني. حتى توقف الحرب العالمية الأولى، كان القصر بمثابة السفارة الألمانية في روما. بعد الحرب، ادعت بلدية روما أنها هدمت جزءًا كبيرًا من الجناح الشرقي للقصر لإنشاء كافاريلي تراس.

### قصر المحافضين
تم بناء («قصر المحافظين») في العصور الوسطى للقضاة المحليين (المسمى «كونسرفتور روما») على قمة معبد من القرن السادس قبل الميلاد مخصص للمشتري "Maximus Capitolinus". تضمن تجديد مايكل أنجلو له الاستخدام الأول لطلب عملاق يمتد على طابقين، هنا مع مجموعة من الأعمدة الكورنثية والأعمدة الأيونية الفرعية التي تحيط بفتحات لوجيا في الطابق الأرضي ونوافذ الطابق الثاني. رواق مايكل أنجلو الجديد هو إعادة ابتكار للأفكار القديمة. يحتوي الرواق على مسطحات داخلية وسقف مسطح يشبه الوعاء. تستقر المسطحات الداخلية على أعمدة مثبتة في مقدمة كل خليج، بينما تقف نصف الأعمدة المطابقة في مواجهة الجدار الخلفي. يشكل كل عمود وحدة مركبة مع الرصيف والعمود على جانبيها. أعمدة ضخمة مثبتة على قواعد كبيرة تنضم إلى الرواق والطابق العلوي. جميع النوافذ مغطاة بأقواس مقطعية. يؤكد الدرابزين الذي يهدب السقف على الأفقية المؤكدة للكل التي ترتفع مقابلها الخطوط الرأسية للأوامر في تباين مهيب. تخلق عمودي النظام الهائل إحساسًا بمساحة قائمة بذاتها بينما تؤكد أفقية الألواح والدرابزينات على المحور الطولي للساحة. تم تحديث واجهة القصر بواسطة مايكل أنجلو في ثلاثينيات القرن الخامس عشر ومرة أخرى في وقت لاحق عدة مرات. في روما، كان رواق كونسرفتور روما يحمي مكاتب من مختلف النقابات. هنا تم الفصل في النزاعات الناشئة في المعاملات التجارية، إلا إذا كانت ذات أهمية كافية للمثول أمام محكمة مجتمعية، مثل محكمة المحافظ. كان مكانًا طبيعيًا لمثل هذا النشاط. حتى عام 1470، كان السوق الرئيسي للمدينة يقام في وحول كامبيدوجليو، بينما استمرت الضرائب على الماشية وبيعها في المنتدى القديم الواقع في الجنوب.

### بالازو سيناتوريو
تم بناء بالازو سيناتوريو خلال القرنين الثالث عشر والرابع عشر، ويقع على قمة Tabularium، التي كانت تضم أرشيفات روما القديمة. تم إعادة استخدام كتل بيبرينو من Tabularium في الجانب الأيسر من القصر وركن من برج الجرس. يضم الآن قاعة المدينة الرومانية، بعد أن تم تحويله إلى سكن من قبل جيوفاني باتيستا بيرانيزي للسيناتور أبونديو ريزونيكو في القرن الثامن عشر. تم تصميم الدرج المزدوج من قبل مايكل أنجلو. حل هذا الدرج المزدوج المؤدي إلى القصر محل الدرج القديم ورواق اللوجيا المكون من طابقين، والذي كان يقف على الجانب الأيمن من القصر. لا يمكن رؤية الدرج من منظور المبنى الذي ينتمي إليه فقط، ولكن يجب وضعه في سياق الساحة ككل. تتحرك الدرجات، التي تبدأ من مركز كل جناح، بلطف للأعلى حتى تصل إلى الزاوية الداخلية، ثم تنحرف ثم تنحسر إلى السطح الرئيسي للواجهة. ثم يتابعون فخامة غير منقطعة تجاه بعضهم البعض، متقاربين عند المدخل المركزي للطابق الثاني. هذا الانقطاع للخط القطري والتغيير الداخلي القصير للاتجاه يمتص كلاهما المحور المركزي ويربط الجانبين. النافورة أمام الدرج تتميز بآلهة نهر التيبر والنيل وكذلك ديا روما (مينيرفا). تم تصميم الجزء العلوي من الواجهة من قبل مايكل أنجلو مع أعمدة كورنثية ضخمة منسجمة مع المبنيين الآخرين. تم تصميم برج الجرس من قبل مارتينو لونجي الأكبر وتم بناؤه بين 1578 و1582. تم بناء واجهته الحالية بواسطة
جياكومو ديلا بورتا وجيرولامو رينالدي.

### قصر نوفو
لإغلاق تناسق الساحة والتغطية على برج Aracoeli ، تم تشييد Palazzo Nuovo، أو «القصر الجديد»، في عام 1603، وتم الانتهاء منه في عام 1654، وافتتح للجمهور في عام 1734. تتكرر واجهته مع واجهة
قصر كويرينال. بمعنى آخر، إنها نسخة متطابقة تم صنعها باستخدام مخطط مايكل أنجلو عندما أعاد تصميم كونسرفتور روما قبل قرن من الزمان.

### الدرابزين
توجت الدرابزين، الذي تتخلله منحوتات على أعمدة عملاقة، بالتكوين، وهو أحد أكثر تصاميم مايكل أنجلو تأثيرًا. التمثالان القديمان الهائلان لكاستور وبولوكس اللذان يزينان الدرابزينات ليسا نفس الشيء الذي طرحه مايكل أنجلو ، الموجودان الآن أمام قصر كويرينال.

### كوردوناتا
بجانب السلالم الأقدم والأكثر انحدارًا المؤدية إلى اراكولي، ابتكر مايكل أنجلو درجًا ضخمًا واسع النطاق، كوردوناتا، يصعد تدريجياً إلى التل للوصول إلى الساحة العالية ، بحيث أدار Campidoglio ظهره بحزم إلى المنتدى الروماني الذي كان لديه أمر مرة واحدة. تم بناؤه ليكون واسعًا بما يكفي لراكبي الخيل ليصعدوا التل دون النزول. يعلو السور تمثالان لأسدين مصريين من البازلت الأسود في قاعدتهما وتماثيل رخامية لكاستور وبولوكس في أعلاها.

## تأثير
متأثرة بالعمارة الرومانية والعصر الجمهوري الروماني، لا تزال كلمة كابيتوليوم تعيش في الكلمة الإنجليزية كابيتول. يُفترض على نطاق واسع أن الكابيتول هيل في واشنطن العاصمة سمي على اسم كابيتولين هيل.

## روابط خارجية
- "Capitolinus Mons" - نسخة رقمية من المقال المقابل في Samuel Ball Platner ، قاموس طوبوغرافي لروما القديمة
- "Capitolium" في Roma Interactive (رابط مؤرشف)